# John McIntire
John Herrick McIntire (ur. 27 czerwca 1907 w Spokane, zm. 30 stycznia 1991 w Pasadenie) – amerykański aktor filmowy i telewizyjny.
W ciągu trwającej 40 lat aktorskiej kariery zagrał w przeszło 60 filmach, a także w dziesiątkach produkcji telewizyjnych. Zanim w 1947, w wieku 40 lat zadebiutował na ekranie był wziętym aktorem radiowym. Odtwarzał zwykle charakterystyczne role drugoplanowe; m.in. w tak uznanych filmach jak: Asfaltowa dżungla (1950), Winchester ’73 (1950), Ostatnia walka Apacza (1954), Elmer Gantry (1960), Psychoza (1960). W latach 60. grał główne role w popularnych w USA serialach westernowych. Pojawił się gościnnie w wielu innych serialach TV; m.in.: Aniołki Charliego, Dallas czy Statek miłości).
Przez 55 lat był mężem aktorki Jeanette Nolan. Mieli dwoje dzieci: syna Tima (ur. 1944, zm. 1986) i córkę Holly (ur. 1941).
Zmarł w wieku 83 lat w wyniku komplikacji związanych z nowotworem płuc.

## Filmografia
Filmy

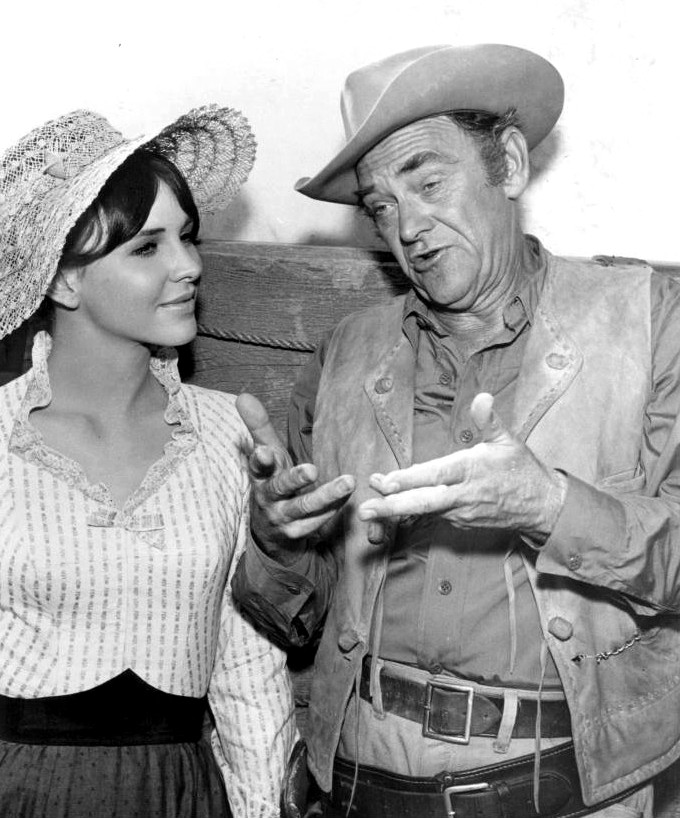
John McIntire z córką Holly na planie serialu Wagon Train (rok 1963)

- Handlarze (1947) jako spiker radiowy
- Dzwonić Northside 777 (1947) jako Sam Faxon
- Ulica bez nazwy (1948) jako Cy Gordon
- Decyzja na komendę (1948) jako mjr Belding Davis
- Francis, muł który mówi (1950) jako gen. Stevens
- Zasadzka (1950) jako Frank Holly
- Asfaltowa dżungla (1950) jako komisarz Hardy
- Winchester ’73 (1950) jako Joe Lamont
- Kobiety jadą na Zachód (1951) jako Roy E. Whitman
- Ma w ramionach cały świat (1952) jako Deacon Greathouse
- Lew jest na ulicach (1953) jak Jeb Brown
- Karciarz z Missisipi (1953) jako Kansas John Polly
- Strzały na granicy (1954) jako Dutch
- Daleki kraj (1954) jako sędzia Gannon
- Ostatnia walka Apacza (1954) jako Al Sieber
- Traper z Kentucky (1955) jako Zack Wakefield
- Historia Phenix City (1955) jako Albert Patterson
- Do piekła i z powrotem (1955) – narrator
- Zaskakujący odwet (1956) jako Jim Bonniwell
- Gwiazda szeryfa (1957) jako dr Joe McCord
- Kim była ta kobieta? (1960) jako Bob Doyle
- Elmer Gantry (1960) jako wielebny John Pengilly
- Psychoza (1960) jako szeryf Al Chambers
- Płonąca gwiazda (1960) jako Sam "Pa" Burton
- Dwaj jeźdźcy (1961) jako mjr Frazer
- Lato i dym (1961) jako dr Buchanan
- Noc w Jericho (1967) jako Ben Hickman
- Garbi znowu w trasie (1974) jako pan Judson
- Rooster Cogburn (1975) jako sędzia Parker
- W imię wolności (1975) – narrator
- Bernard i Bianka (1977) – kot Rufus (głos)
- Lis i Pies (1981) – Borsuk (głos)
- "Goliat" czeka (1981) jako senator Oliver Bartholomew
- Droga do Nashville (1982) jako dziadek
- Płaszcz i szpada (1984) jako George MacCready
- Turner i Hooch (1989) jako Amos Reed

Seriale TV
- Alfred Hitchcock przedstawia (1955-62) jako John Leeds/Charles Underhill (gościnnie; 1958 i 1960)
- Peter Gunn (1958-61) jako Wilson Getty (gościnnie, 1960)
- Wagon Train (1957-65) jako Christopher Hale
- The Virginian (1962-71) jako Clay Grainger
- Strefa mroku (1959–64) jako prof. A. Daemon (gościnnie, 1960)
- Nietykalni (1959-64) jako Loren Hall (gościnnie, 1960)
- Bonanza (1959-73) jako szeryf Mike Latimer/stary Charlie Conners (gościnnie; 1961 i 1966)
- Ścigany (1963-67) jako Lester Kelly (gościnnie, 1966)
- Aniołki Charliego (1976-81) jako Paul Danvers (gościnnie, 1979)
- Quincy (1976-83) jako Roy Brackett (gościnnie, 1983)
- Wyspa Fantazji (1977–1984) jako Victor Holly (gościnnie, 1979)
- Statek miłości (1977–1986) jako George Hancock/George Hastings (gościnnie; 1978 i 1985)
- Dallas (1978–1991) jako senator Sam Culver (gościnnie, 1979)